# Kuhlen-Wendorf
Kuhlen-Wendorf es un municipio situado en el distrito de Ludwigslust-Parchim, en el estado federado de Mecklemburgo-Pomerania Occidental (Alemania), a una altitud de 50 metros. Su población a finales de 2016 era de 792 habs. y su densidad poblacional, 16 hab/km².
Se encuentra ubicado al este de la ciudad de Schwerin y al sur del distrito de Mecklemburgo Noroccidental.